# Ioana Badea
Ioana Badea   (Odobești, 22 de març de 1964) és una remadora romanesa, ja retirada, que va competir durant la dècada de 1980.
El 1984 va prendre part en els Jocs Olímpics d'Estiu de Los Angeles, on va guanyar la medalla d'or en la prova del quàdruple scull amb timoner del programa de rem. Formà equip amb Maricica Țăran, Anișoara Sorohan, Sofia Corban i Ecaterina Oancia.
El 1990 emigrà a França, on exercí d'entrenadora de rem a l'Aviron Bayonnais.